# Echemoides penicillatus
Echemoides penicillatus är en spindelart som först beskrevs av Cândido Firmino de Mello-Leitão 1942. 
Echemoides penicillatus ingår i släktet Echemoides och familjen plattbuksspindlar. Inga underarter finns listade i Catalogue of Life.